# Овино
Овино — деревня в Цвылёвском сельском поселении Тихвинского района Ленинградской области.

## История
Деревня Овино упоминается в переписи 1710 года в Ильинском Сяськом погосте Нагорной половины Обонежской пятины.
Деревня Овино, состоящая из 37 крестьянских дворов, обозначена на специальной карте западной части России Ф. Ф. Шуберта 1844 года.

ОВИНО — деревня Овинского общества, Ильинско-Сяського прихода. Река Тихвинка.

Крестьянских дворов — 50. Строений — 72, в том числе жилых — 52. Четыре мелочные лавки и два постоялых двора.

Число жителей по семейным спискам 1879 г.: 157 м. п., 163 ж. п.; по приходским сведениям 1879 г.: 144 м. п., 164 ж. п.

Сборник Центрального статистического комитета описывал её так:

ОВИНА — деревня бывшая владельческая при реке Тихвинке, дворов — 48, жителей — 280; Часовня, почтовая станция, 4 лавки. (1885 год)

В конце XIX — начале XX века деревня относилась к Сугоровской волости 1-го земского участка 1-го стана Тихвинского уезда Новгородской губернии.

ОВИНО — деревня Овинского общества, дворов — 50, жилых домов — 50, число жителей: 172 м. п., 185 ж. п. 

Занятия жителей — земледелие, лесные промыслы. Реки Сясь и Тихвинка. Часовня, земская школа, 4 мелочные лавки, чайная общества трезвости. (1910 год)

В деревне было налажено кожевенное производство.

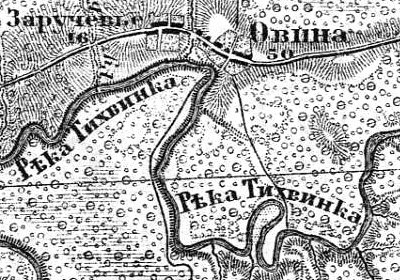
Деревня Овино на карте 1913 года

Согласно карте Петроградской и Новгородской губерний 1913 года деревня называлась Овина насчитывала 50 дворов. По данным 1913 года в деревне была своя земская школа, которая обслуживала также деревню Заручевье, в ней числились 2 учителя и 62 ученика.
С 1917 по 1918 год деревня Овино входила в состав Сугоровской волости Тихвинского уезда Новгородской губернии. 
С 1918 года в составе Ольховской волости Череповецкой губернии.
С 1924 года в составе Пригородной волости.
С 1927 года в составе Дмитровского сельсовета Тихвинского района.
В 1928 году население деревни Овино составляло 415 человек.
Согласно карте Ленинградской области Северо-западного аэрогеодезического треста ГГУ издания 1932 года деревня насчитывала 43 крестьянских двора. В деревне находилась часовня:
| Внешние изображения | Внешние изображения              |
| ------------------- | -------------------------------- |
|                     | Деревня Овино на карте 1932 года |

По данным 1933 года деревня Овино входила в состав Ильинского сельсовета. По другим данным — в составе Ильинского сельсовета с 1950 года. 
В 1958 году население деревни Овино составляло 116 человек.
По данным 1966, 1973 и 1990 годов деревня Овино также входила в состав Ильинского сельсовета.
В 1997 году в деревне Овино Ильинской волости проживали 66 человек, в 2002 году — также 66 (все русские).
В 2007 году в деревне Овино Цвылёвского СП проживали 53 человека, в 2010 году — 34.

## География
Деревня расположена в юго-западной части района на автодороге 41К-265 (Овино — Липная Горка) в месте примыкания её к автодороге А114 (Вологда — Новая Ладога).
Расстояние до административного центра — 2 км.
Расстояние до ближайшей железнодорожной станции Цвылёво — 3 км.
Деревня находится на правом берегу реки Тихвинка.

## Демография
| 1879 | 1885 | 1910 | 1928 | 1958 | 1997 | 2002 |
| ---- | ---- | ---- | ---- | ---- | ---- | ---- |
| 320  | ↘280 | ↗357 | ↗415 | ↘116 | ↘66  | →66  |
| 2007 | 2010 | 2017 |      |      |      |      |
| ↘53  | ↘34  | ↗64  |      |      |      |      |

### Национальный состав
Согласно данным Всероссийской переписи населения 2021 года в деревне проживали 44 человека, из них:
 русские — 43, один человек национальность не указал.

## Улицы
Заручевская, Овинская.